# Salvarani (azienda)
La Salvarani è un'industria di mobili italiana, specializzata nella produzione di cucine componibili. Fu fondata dai fratelli Renzo ed Emilio Salvarani nel 1939 a Baganzola, frazione di Parma.
Diffuse per prima il principio del top unico, cioè una copertura unica da parete a parete per i singoli componenti sotto affiancati.
L'attività della Salvarani venne sospesa nel 2011, quando fu trascinata nel concordato preventivo della capogruppo Feg sas che l'aveva rilevata negli anni 1990. Nel 2018 Giovanni Salvarani, figlio di Renzo, riacquisisce il possesso del marchio.
Nel 2025 riprende l' attività della Salvarani con il lancio sul mercato di cucine sia tradizionali che innovative. 

## Storia

### Gli inizi: la bottega di Baganzola (1939-1949)
Nel 1939 Renzo ed Emilio Salvarani danno inizio a Baganzola nella bottega del padre Gino all'attività di falegnameria producendo mobiletti e camere da letto.
È il 1942 quando a Renzo ed Emilio si affianca Ermes Ghidini che diverrà successivamente il capofabbrica della Salvarani. Vengono prodotti una ventina di ambienti: soggiorni, sale da pranzo e camere da letto.
Nel 1944 la produzione venne sospesa e i macchinari e le attrezzature nascosti per evitare che i tedeschi le requisissero
Nel luglio del 1945 l'attività riparte.
Nel 1949 all'esposizione di mobili di Colorno in provincia di Parma la Salvarani vince il primo premio come migliore azienda produttrice di camere da letto.

### Gli anni cinquanta: da azienda artigianale a industriale
Nel 1953 Renzo ed Emilio iniziano la produzione di mobiletti.
Nel 1955 viene impostata su scala industriale la produzione di mobiletti porta-bombole e di tavolini porta-radio. Nei due anni che seguono se ne venderanno 40 000. Viene costruito il primo stabilimento di 400 m². I dipendenti sono 22 operai e un impiegato (Leo Davoli che rimarrà fino al 1980).
È il 1956 quando i due fratelli Salvarani cominciano a produrre mobiletti da bagno e le prime cucine componibili. A partire da quest'anno tutti i prodotti venduti verranno contrassegnati dal proprio marchio di fabbrica.
Nel 1958 i dipendenti sono 80 e la fabbrica occupa una superficie di 2 000 m².
Nel 1959 l'Azienda inizia la produzione di cucine componibili in legno con rivestimento in laminato. Il top e le ante delle cucine sono prodotte adottando un esclusivo metodo di curvatura del laminato studiato e realizzato internamente. Il primo modello di cucina in laminato curvato fu il modello "tradizionale". A fine anno i dipendenti sono 99.
Il 30 giugno 1959 viene costituita la Salvarani Fratelli snc e nella società Renzo ed Emilio fanno entrare i fratelli più giovani Antonio, Gianni, Luigi e Mario.

### Anni sessanta: l'espansione e l'affermazione in Italia e in Europa
Nel 1960 compare per il primo anno su tutte le guide telefoniche d'Italia "pagine gialle" e "pagine bianche" il messaggio pubblicitario Salvarani. I dipendenti sono 150 e la superficie della fabbrica è di 4 500 m². La Salvarani partecipa alla prima edizione del Salone Internazionale del Mobile di Milano del 1961.
Nel 1962 i dipendenti sono 380, la fabbrica 10 000 m² e vengono assunti i primi dirigenti aziendali.
Il 26 novembre 1962 l'Azienda costituisce il Gruppo Sportivo Salvarani e la relativa squadra ciclistica guidata da Luciano Pezzi che nei dieci anni successivi annovererà tra le sue file campioni del ciclismo come Felice Gimondi, Vittorio Adorni, Gianni Motta, Renato Longo, Arnaldo Pambianco, Dino Zandegù, Franco Balmamion, Rudi Altig e Marino Basso. Le vittorie nei dieci anni di attività (1963-1972) saranno 447.
Viene inaugurato a Varedo in provincia di Milano il primo deposito regionale Salvarani e aperto a Pescara il primo negozio in esclusiva. L'organizzazione di vendita passa da quella tradizionale adottata fino a questo momento di rappresentanti esterni a una propria rete commerciale diretta. Entra nei circuiti cinematografici il primo short pubblicitario Salvarani.
Nel 1963 esce il secondo modello di cucina componibile in laminato curvo: l'"export". I dipendenti sono 400.
È del 1964 la prima presenza sul territorio francese di un negozio Salvarani. A fine anno viene aperto il primo deposito in Francia.
Nel 1965 viene avviato un processo di integrazione della produzione e di diversificazione del prodotto che costituirà la struttura portante dell'industria Salvarani. Nel mese di marzo viene costituita la "Sare", un'altra azienda del Gruppo Salvarani con sede e fabbrica (25.000 m², 300 addetti) a Basilicanova in provincia di Parma, che produrrà mobili da bagno e complementi per la casa quali scarpiere, porta-scope e mobili multiuso. Il 24 giugno 1965 l'Azienda sponsorizza il concerto dei Beatles al Velodromo Vigorelli di Milano. L'Azienda durante quest'anno con la squadra di ciclismo conquista la vittoria al Tour de France con Felice Gimondi, il Giro d'Italia e il Tour de Romandie con Vittorio Adorni, il campionato italiano e quello del mondo con Renato Longo nel ciclocross. I fratelli Salvarani e i campioni di ciclismo vengono ricevuti in udienza privata dal papa Paolo VI. Nello stesso anno in Salvarani viene costituito il "Gruppo Aziendale Donatori di Sangue" con proprio statuto e consiglio direttivo, aderente all' A.D.A.S. che opererà in sintonia con il Centro Trasfusionale di Parma. Tale iniziativa era finalizzata alla costituzione di una banca del sangue gratuita a disposizione di tutti i dipendenti dell'Azienda, dei loro familiari e di quanti ne abbiano bisogno. Tale servizio verrà mantenuto fino al 1978, momento in cui inizierà la gestione Marchi-Calabria. In novembre diviene Salvarani anche la "Siptea" a Sant'Eusebio di Castelvetro in provincia di Modena. Produrrà pannelli per le cucine. Il 29 dicembre 1965 viene costituita la "Germal" (acronimo dei sei fratelli Salvarani), azienda del Gruppo, ma con una rete commerciale propria.
Nel 1966 vengono aperti quattro depositi Salvarani in Francia: a Lilla, Strasburgo, Nantes e Tolosa. Iniziano le esportazioni in Grecia. A Catania, Palermo e Napoli si aprono le prime tre filiali dirette di proprietà Salvarani. Esce il modello di cucina componibile "comfort" che viene presentato al Salone del Mobile di Milano. Cucina caratterizzata per l'applicazione di una serie di brevetti Salvarani che vanno da una speciale curvatura del laminato a vari componenti meccanici e accessori di complemento.
Nel 1967 vengono costruiti due stabilimenti lungo l'Autostrada del Sole. Entrano in funzione nuovi impianti per la produzione autonoma del laminato. In maggio viene aperto il primo deposito a Lisbona in Portogallo. Nasce il C.R.A.L (Circolo Ricreativo Aziendale Lavoratori) della Salvarani. Le iniziative negli anni a seguire, fino alla gestione Marchi-Calabria del 78, saranno molteplici: colonie per le vacanze, corsi di addestramento e qualificazione professionale, ecc. Viene assegnata alla Salvarani la "Coppa del Buon Gusto Francese". Iniziano le esportazioni in Belgio. Il Gruppo Sportivo Salvarani di ciclismo vince il Giro d'Italia e il Campionato del Mondo a squadre.
Nel 1968 vengono inaugurati due negozi esclusivi Salvarani, a Parigi e a Marsiglia. Si tratta di una novità assoluta del settore anche in Francia. Un sondaggio rivela che il marchio Salvarani ha raggiunto un indice di notorietà globale del 73%. Iniziano le esportazioni verso la Spagna e il Portogallo.
Nel 1969 inizia la stampa autoprodotta e redatta internamente in azienda la rivista "Noi+Voi" a cadenza bimestrale di comunicazione tecnica e informativa rivolta ai clienti, ai fornitori e ai collaboratori dell'Azienda. Alla Fiera di Padova il Presidente del Consiglio dei Ministri Mariano Rumor visita e si trattiene presso lo stand Salvarani. Renata Trotta, impiegata presso il negozio Salvarani di Salerno, viene premiata al Kursaal di Merano dai rappresentanti delle più importanti testate giornalistiche italiane col premio "la commessa ideale dell'anno". Viene costituita la società "Salvarani France S.A." con sede a Parigi in Boulevard des Capucines. I depositi in Francia sono 9, i negozi esclusivi 107, i punti vendita 1 538. Il parco automezzi della Salvarani conta 123 camion e viene completato e adottato il primo servizio containers nell'industria del mobile. Viene inaugurato il ristorante aziendale (mensa), gestito completamente internamente, che può servire 5 000 coperti al giorno.

### Anni settanta: la crescente affermazione sui mercati internazionali
Nei primi mesi del 1970 Emilio Salvarani coadiuvato dai suoi fratelli, dai collaboratori e dai tecnici dell'azienda, studia e progetta il nuovo complesso industriale Salvarani a sud di Baganzola. Il progetto occupa una superficie di oltre 1 200 000 m² a fianco dell'autostrada del Sole ed è prevista una superficie coperta dagli edifici e dagli impianti di 300 000 m². La costruzione costituita da quattro corpi (ciascuno di metri 330 x 150), collegati tra loro da un padiglione centrale di tre piani sopraelevati di metri 160 x 160 destinato ad accogliere i magazzini dei prodotti finiti e i reparti di spedizione. Sul lato nord del complesso un altro fabbricato (metri 220 x 75) per la lavorazione dell'agglomerato di legno. Il complesso dispone già di due centrali termiche in grado di fornire l'energia necessaria ad alimentare tutti gli impianti e di due acquedotti con due serbatoi d'acqua della capacità di 250 m³ di acqua e un'altezza di 50 metri. A completamento del progetto, un edificio di 15 piani (800 m² per piano) per gli uffici direzionali, spazi per le attività sportive e ricreative aziendali, per un asilo e altri servizi per le famiglie dei dipendenti.
Nel 1971 inizia il lancio commerciale di arredamenti per camere da letto. I negozi in Italia a insegna Germal sono 1 200 e diviene, dietro a Salvarani, il secondo marchio italiano per volumi e fatturato.
Nel 1972 viene presentata la cucina modello "Long Line" realizzata con nuovi criteri di design e innovazioni tecniche. Questo modello di cucina verrà successivamente esposto al Moma, Museum of Modern Art di New York. I dipendenti e i collaboratori sono 2 400. È l'ultimo anno della squadra di ciclismo. Il bilancio di dieci anni di attività professionistica è il seguente: Hanno vestito la maglia Salvarani 167 corridori; le vittorie conseguite: un campionato del mondo su strada individuale con Marino Basso, un campionato del mondo su strada a squadre, tre campionati del mondo ciclocross con Renato Longo, due campionati italiani su strada individuale con Felice Gimondi, un campionato italiano su strada a squadre, due campionati italiani su pista specialità inseguimento con Guerra, due campionati italiani su pista specialità indoor, uno con Motta, l'altro con la coppia Basso-Guerra, otto campionati italiani ciclocross con Renato Longo; un Tour de France con Felice Gimondi, tre Giri d'Italia , due con Gimondi e uno con Vittorio Adorni, una Vuelta di Spagna con Gimondi, tre giri di Sardegna rispettivamente con Pambianco, Adorni e Basso, un Giro della Svizzera con Poggiali, tre giri di Romandia rispettivamente con Adorni, Gimondi e Motta, due Giri del Canada con Reybroeck, un Giro di Catalogna con Felice Gimondi, una Tirreno-Adriatico con Houbrechts e una Indre et Loire con Ercole Gualazzini: 30 classiche in linea, tra cui Milano-Sanremo, Giro di Lombardia, Parigi-Roubaix e Giro delle Fiandre,12 classiche a cronometro tra cui il G.P. di Lugano, il G.P. delle Nazioni, Castrocaro, Baracchi e Cronostaffetta a squadre e moltissime altre tra ciclocross, strada e pista. La squadra Salvarani di ciclismo ha partecipato 10 volte al Giro d'Italia vestendo la maglia rosa 38 volte; al Tour de France 7 volte vestendo la maglia gialla 21 volte. Sono 27 i corridori Salvarani che hanno vestito la maglia azzurra della nazionale italiana.
Nel 1974 la Salvarani costituisce la Divisione Vendite Speciali indirizzata al settore edile e per l'arredamento di alberghi e comunità. Viene immessa sul mercato la "Formula 32" , una linea di soggiorni, camere da letto e studio modulare. Lo stabilimento di Basilicanova viene ampliato e si inizia la costruzione di quello di San Secondo Parmense.
Il 20 ottobre del 1976 viene costituita la "Salvarani Canada". La cerimonia è inaugurata dall'allora Presidente del Consiglio dei ministri Giulio Andreotti. Il 28 ottobre del 1976 il consiglio direttivo di Federlegno nomina a presidente Renzo Salvarani. Quest' anno vede l'esordio della squadra di baseball della Germal che in tre anni vincerà due Campionati Italiani (1976 e 1977), due Coppe dei Campioni (1977 e 1978), una Coppa del Mediterraneo (1976) e una Coppa dei Club (1977).
Nel 1977 il Gruppo industriale Salvarani è leader in Europa nella progettazione, produzione e distribuzione di arredamenti. Il sistema di produzione è articolato in sette stabilimenti a Baganzola, Basilicanova, Coltaro, San Secondo Parmense e Castelnuovo Rangone; 250 000 m² coperti su un'area di oltre 1 000 000 di m²; 3 000 dipendenti. In Italia i punti vendita a insegna Salvarani sono 5 000, i centri di vendita esclusivi 60, i centri di distribuzione regionali (depositi) 18. All'estero la Salvarani esporta in Europa (Francia, Spagna, Germania, Austria, Svizzera, Inghilterra, Belgio, Irlanda, Grecia, Portogallo), in Asia (Arabia Saudita, Kuwait, Dubai, Giordania, Giappone), Africa (Libia, Sudan), America (Stati Uniti, Canada, Panama, Venezuela) e Oceania (Australia). Il 20 settembre del 1977 viene costituita in Venezuela la "Salvarani Dante C.A." con sede a Caracas.
A fine 1977 i fratelli Salvarani si rivolgono all'Unione Parmense degli Industriali affinché intervengano nella mediazione con le forze sindacali di fabbrica per la risoluzione di problemi legati alla produttività. La situazione economica dell'esercizio è in sostanziale pareggio, nonostante una contrazione della congiuntura del mercato nazionale e un portafoglio ordini estero in aumento. L'UPI fa effettuare un "check up" da parte di due esperti aziendali a livello nazionale: il dott. Giorgio Zucchetti e il prof. Guido Bortone. La relazione che ne consegue individua la causa dei problemi aziendali nel tipo di conduzione, suggerendo la necessità di individuare un manager esterno esperto quale Direttore Generale per la gestione dell'Azienda e per la risoluzione dei problemi aziendali. A seguito di queste valutazioni si dimettono dagli incarichi alcuni dirigenti storici, tra cui il Direttore del Personale Alfeo Bernardi e il Direttore Vendite Italia Lauro Grossi che negli anni a venire diverrà Sindaco di Parma.
Il 3 gennaio del 1978 si riuniscono i rappresentanti delle forze politiche locali, delle istituzioni e dell'Unione Parmense degli Industriali, i fratelli Salvarani e le rappresentanze di fabbrica e sindacali per definire collegialmente le nuove politiche aziendali e una nuova struttura direttiva gestionale.
A marzo 1978 Giorgio Orlandini e Giuseppe Zanardi, rispettivamente direttore generale e presidente dell'Unione Parmense degli Industriali, propongono ai fratelli Salvarani il manager Gaetano Calabria quale nuovo Direttore Generale dell'Azienda. La scelta è pubblicamente condivisa dal politico democristiano Romano Prodi, dai consulenti personali dei fratelli tra cui Romano Bertolini, Giampaolo Mora, Mario Bertolini, presidente della Camera di Commercio di Parma, Alberto Piantella e Giuseppe Contino.

### La gestione Marchi e Calabria: declino della Salvarani (1978-1981)
Ad aprile 1978 viene nominato un nuovo Consiglio di Amministrazione, formato da Gaetano Calabria, amministratore delegato, e dai consiglieri Antonio Marchi, finanziere, ex Presidente dell'UPI e regista cinematografico, e Renzo Salvarani. I fratelli Salvarani mettono a disposizione della nuova gestione le proprie risorse finanziarie e le garanzie fideiussorie personali per accedere ad ulteriori risorse. Il 3 novembre dello stesso anno Gaetano Calabria convoca l'assemblea degli azionisti per la copertura delle perdite accumulate negli ultimi sei mesi della nuova gestione e chiede ai soci l'immissione di altre risorse finanziarie.
A inizio 1979 la proprietà dell'Azienda passa a una società finanziaria promossa dall'Unione Industriali di Parma, costituita e condotta da Antonio Marchi: l'Industrialfin, amministrata da Vincenzo Medioli. I fratelli Salvarani, dopo 40 anni, escono improvvisamente e definitivamente dalla compagine societaria della Salvarani. Antonio Marchi e Gaetano Calabria per due anni operano con azioni di ristrutturazione e ridimensionamento, tra cui tagli occupazionali e il decentramento dei servizi aziendali (mensa, trasporti, servizi e agevolazioni ai dipendenti, progettazione, consulenze, ...). Vengono annullati tutti i progetti di espansioni in corso. Il 19 marzo del 1979 il capofabbrica Ermes Ghidini, dopo 37 anni, lascia la Salvarani.

### Le gestioni Contino, Romagnoli e Feg (1981-2011)
Il 14 aprile del 1981 il Presidente del Consiglio di Amministrazione della Salvarani Antonio Marchi presenta la domanda di ammissione alla procedura di amministrazione controllata al Tribunale di Parma che viene concessa nominando il Commissario giudiziale Giuseppe Contino. I dipendenti sono 1 126.
Nel gennaio del 1987 la proprietà della Salvarani viene ceduta alla Co.Fi.pi., società finanziaria appartenente al "Gruppo Romagnoli". I dipendenti sono 250. Il marchio Salvarani è al primo posto in Italia a livello di notorietà.
Nel 1998 il marchio Salvarani passa al secondo posto in Italia a livello di notorietà dopo Scavolini.
Nel 1996 la Società rimasta con 140 dipendenti e uno stabilimento di 50 000 mq viene ceduta al "Gruppo Feg" della famiglia Elli, che dopo qualche anno sposterà sede e produzione dei mobili Salvarani negli stabilimenti di Giussano.
Nel 2009 il marchio Salvarani passa al terzo posto in Italia a livello di notorietà dopo Scavolini e Berloni.
A fine 2011 la produzione e la vendita dei mobili e delle cucine componibili Salvarani viene interrotta. La causa è la crisi che ha coinvolto le aziende del "Gruppo Feg". Viene chiesta al Tribunale di Monza l'ammissione alla procedura di concordato preventivo della FEG, che il 30 novembre dello stesso anno viene accettata.

## Marchi
- Salvarani
- Germal
- Sare
- Long Line
- Comsa
- Siptea

## Slogan
- Tecnica sì, ma con sentimento (Italia)
- Investissez dans une cuisine Salvarani (Francia)
- La cocina diferente (Spagna)
- La cocinas también se decoran (Spagna)